# Suave veneno
Suave veneno es una telenovela brasileña producida y emitida por TV Globo.
Basado en El rey Lear de William Shakespeare.    Fue escrita por Aguinaldo Silva, con la colaboración de Ângela Carneiro, Maria Helena Nascimento, Filipe Miguez, Fernando Rebello y Marília García, dirigida por Alexandre Avancini y Moacyr Góes, con la dirección general de Ricardo Waddington y Marcos Schechtman sobre núcleo de Ricardo Waddington y Daniel Filho.
Protagonizada por José Wilker y Glória Pires, con las participaciones antagónicas de Letícia Spiller y Tarcísio Filho y con las actuaciones estelares de Irene Ravache, Nívea Maria, Rodrigo Santoro, Patrícia França, Ângelo Antônio, Betty Faria, Kadu Moliterno, Luana Piovani, Rodrigo Faro, Deborah Secco, Nuno Leal Maia, Eva Todor y Fúlvio Stefanini
Fue reproducida por Globo International en el año 2007 con un total de 140 capítulos. Había 130 capítulos de la versión que se muestra en la televisión portuguesa.

## Trama
El empresario Valdomiro Cerqueira golpea a la joven Inês, quien, después del accidente, perdió la memoria. Valdomiro en deuda con la chica en paz y sin pasado, la lleva a vivir a su casa hasta que su situación se restablezca. La familia la recibe con frialdad y con sospecha de que Valdomiro se casara con ella: su esposa, Eleanor, y sus tres hijas, María Regina, Antonia Maria Eduarda y Marcia. Y termina sucediendo lo que temían: el compromiso entre Valdomiro y Inês, provocando la separación de él y de Eleonor y la furia de María Regina, que ve Inês como una intrusa y una amenaza a la fortuna familiar. Maria Regina tiene enfrentamientos con su padre en una amarga lucha por el poder en "Marmoreal", una empresa creada y presidida por Valdomiro.

## Reparto
| Actor                | Personaje                                |
| -------------------- | ---------------------------------------- |
| José Wilker          | Waldomiro Cerqueira                      |
| Glória Pires         | Maria Inês/ Lavínia de Alencar Cerqueira |
| Irene Ravache        | Eleonor Berganti Cerqueira               |
| Letícia Spiller      | Maria Regina Berganti Cerqueira Figueira |
| Patrícia França      | Clarisse Ribeiro                         |
| Ângelo Antônio       | Adelmo de Alencar                        |
| Betty Faria          | Carlota Valdez                           |
| Kadu Moliterno       | Álvaro Figueira                          |
| Rodrigo Santoro      | Eliseu Vieira                            |
| Luana Piovani        | Márcia Eduarda Berganti Cerqueira        |
| Tarcísio Filho       | Augusto Ivan                             |
| Vanessa Lóes         | Maria Antônia Berganti Cerqueira         |
| Nívea Maria          | Nana (Emiliana)                          |
| Deborah Secco        | Marina Canhedo                           |
| Diogo Vilela         | Uálber Canhedo                           |
| Ana Rosa             | Geninha                                  |
| Cecília Dassi        | Patty (Patricía Cerqueira Figueira)      |
| Nívea Stelmann       | Eliete                                   |
| Rodrigo Faro         | Renildo                                  |
| Mariah da Penha      | Lucilene                                 |
| Nuno Leal Maia       | Gato (Felisberto Morel)                  |
| Sérgio Viotti        | Alceste                                  |
| Jorge Dória          | Genival Canhedo                          |
| Fúlvio Stefanini     | Marcelo Barone                           |
| Eva Todor            | Maria do Carmo Canhedo                   |
| Nelson Xavier        | Fortunato                                |
| Heitor Martínez      | Claudionor                               |
| Matheus Rocha        | Leonardo                                 |
| Samara Felippo       | Gilvânia                                 |
| Daniela Faria        | Adriana                                  |
| Luiz Carlos Tourinho | Edilberto                                |
| Ivan Cândido         | Sandoval                                 |
| Totia Meirelles      | Matilde                                  |
| Ilva Niño            | Zezé                                     |
| Elias Andreato       | Clóvis                                   |
| Tuca Andrada         | Antonio                                  |
| Guilherme Corrêa     | Heitor                                   |
| Vinícius de Oliveira | Júnior                                   |
| Léa García           | Selma                                    |
| Luís Antônio Pillar  | Dr. Cláudio                              |
| Tácito Rocha         | Dr. Faria                                |

## Premios y nominaciones
Troféu Imprensa
- Mejor Telenovela - Nominación
- Mejor Actriz - Letícia Spiller - Nominación

Prêmio Extra de Televisão
- Mejor Actriz - Letícia Spiller
- Revelación del Año - Luiz Carlos Tourinho